# Fiordo de Ringkøbing
El fiordo de Ringkøbing es un estrecho fiordo localizado en la costa occidental de la península de Jutlandia, separado y protegido del mar del Norte por el largo istmo de las dunas de Holmsland. El canal
Hvide Sande en el medio del istmo tiene una compuerta que proporciona acceso al mar desde el oeste. El fiordo tiene alrededor de 30 kilómetros de largo y 2-3 metros de hondo. En la esquina suroeste es la península de Tipperne, en la que se ha establecido una reserva de aves. Al noreste está la ciudad de Ringkøbing. En tiempos antiguos, el fiordo de Ringkøbing se vio afectada por falta de oxígeno, pero hoy en día abundan tanto las plantas como los peces.
El fiordo de Ringkøbing fue en origen una bahía, alrededor de la cual progresivamente crecieron dos barras de arena, con una orilla que se ha movido repetidamente a lo largo del tiempo por movimientos del agua. A mediados de los años 1600 estaba cerca de Sønder Havrvig, pero gradualmente se movió al sur como arena fue depositada sobre el banco de arena desde el norte. A finales de los años 1700, estaba cerca de la ciudad de Nymindegab. El agua varias veces habría derrumbado las dunas, haciendo que el antiguo desagüe se llenara con arena, que complicó la situación de los pescadores de la zona. Por lo tanto, en el año 1891 se cavó un canal al sur de Nymindegab, que en 1910 fue reemplazado por otro canal en Hvide Sande. Una marejada ciclónica en 1911 creó una abertura de 230 metros y grandes inundaciones en los alrededores del fiordo. Esto llevó a la reapertura en 1915 de un pasaje en el extremo meridional del fiordo, y un cierre del pasaje cerca de Hvide Sande-- que fue más tarde reabierta con el establecimiento de una esclusa en 1931.
El 2 de septiembre de 1977 el fiordo, junto con el fiordo de Randers y el mar adyacente, fue declarado Sitio Ramsar (n.º ref. 150).